# Penicillium melanoconidium
Penicillium melanoconidium är en svampart som först beskrevs av Frisvad, och fick sitt nu gällande namn av Frisvad & Samson 2004. Penicillium melanoconidium ingår i släktet Penicillium och familjen Trichocomaceae.   Inga underarter finns listade i Catalogue of Life.